# Estadi Olímpic Diamniadio
L'Estadi Olímpic Diamniadiotambé conegut com Estadi Me Abdoulaye Wade, és un estadi esportiu de la ciutat de Dakar, al Senegal. S'utilitza per la pràctica del futbol, atletisme i rugbi.
Va ser inaugurat el febrer de 2022 pel president del país Macky Sall, en presència del president turc Recep Tayyip Erdogan, el president de la FIFA Gianni Infantino, el president de Guinea-Bissau Umaro Sissoco Embaló, el president de Ruanda Paul Kagame, el president de Libèria George Weah i el president de Gàmbia Adama Barrow. El primer partit enfrontà la selecció de Senegal amb una selecció de llegendes africanes. Amb el Senegal jugaven homes com El Hadji Diouf, Boubacar Sarr, Demba Ba, Mamadou Niang, Moussa Sow, Lamine Diatta, Omar Daf, Khalilou Fadiga, Oumar Sène, Thierno Youm, Racine Kane i Souleymane Sané. A la selecció africana jugaren Samuel Eto'o, Didier Drogba, Yaya Touré, Emmanuel Adebayor, Jay-Jay Okocha, Asamoah Gyan, Patrick Mboma, Mustapha Hadji, Samuel Kuffour, Shabani Nonda i Jonathan Pitroipa. El partit acabà amb empat a 1.
Té una capacitat per a 50.000 espectadors.
Serà seu dels Jocs Olímpics de la Joventut de 2026.